# Dekatron
Cet article concerne le tube à vide. Pour l'ordinateur, voir Ordinateur d'Harwell.

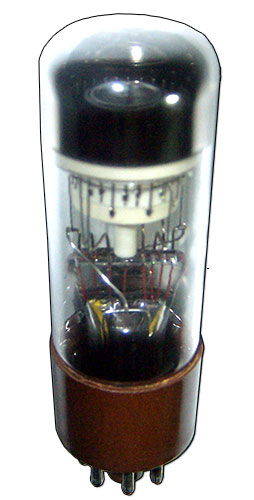
Un dekatron à base octale.

En électronique, un Dekatron (ou Decatron, ou génériquement tube de comptage à gaz triphasé ou tube de comptage à transfert luminescent ou tube à cathode froide ou tube compteur décimal) est un tube de comptage de décades rempli de gaz. Les dekatrons ont été utilisés dans les ordinateurs, les calculatrices et autres produits liés au comptage dans les années 1950 et 1960. « Dekatron », désormais une marque générique, était le nom de marque utilisé par Ericsson Telephones Limited (en) (ETL), de Beeston, du Nottinghamshire (à ne pas confondre avec le suédois TelefonAB Ericsson de Stockholm).
Le dekatron était utile à des fins de calcul et de division de fréquence, car une révolution complète du point néon dans un dekatron signifie 10 impulsions sur la ou les électrodes de guidage, et un signal peut être dérivé de l'une des dix cathodes d'un dekatron pour envoyer une impulsion, éventuellement pour une autre étape de comptage. Les dekatrons ont généralement une fréquence d'entrée maximale dans la plage des kilohertz (kHz) élevés - 100 kHz est rapide, 1 MHz est autour du maximum possible. Ces fréquences sont obtenues dans des dekatrons rapides remplis d'hydrogène. Les décatrons remplis de gaz inerte sont intrinsèquement plus stables et ont une durée de vie plus longue, mais leur fréquence de comptage est limitée à 10 kHz (1 à 2 kHz est plus courante).
Les conceptions internes varient selon le modèle et le fabricant, mais généralement un dekatron a dix cathodes accompagnées de une ou deux électrodes de guidage plus une anode commune. Les cathodes sont disposées en cercle avec une électrode de guidage (ou deux) entre chaque cathode. Lorsque la ou les électrodes de guidage sont correctement pulsées, le gaz néon s'activera près des broches de guidage puis "sautera" à la cathode suivante. L'impulsion répétée des électrodes de guidage (impulsions négatives) entraînera le déplacement du point néon d'une cathode à l'autre.
Les dekatrons à hydrogène nécessitent des tensions élevées allant de 400 à 600 volts sur l'anode pour un fonctionnement correct ; les dekatrons avec un gaz inerte nécessitent généralement environ 350 volts. Lorsqu'un dekatron est mis sous tension pour la première fois, un point lumineux apparaît à une cathode aléatoire ; le tube doit ensuite être remis à zéro, en entraînant une impulsion négative dans la cathode de départ désignée. La couleur du point dépend du type de gaz qui se trouve dans le tube. Les tubes remplis de néon affichent un point rouge-orange ; les tubes remplis d'argon affichent un point violet (et sont beaucoup plus faibles que le néon).
Les dekatrons compteur (à cathode commune) n'ont qu'une seule cathode de retenue câblée à sa propre broche de prise pour une cascade en plusieurs étapes et les neuf cathodes restantes liées ensemble à une autre broche ; ils n'ont donc pas besoin de bases avec plus de 9 broches.
Les dekatrons compteur/sélecteur (à cathode séparée) ont chaque cathode câblée à sa propre broche ; par conséquent, leurs bases ont au moins 13 broches. Les sélecteurs permettent de surveiller l'état de chaque cathode ou de diviser par n (en) avec les circuits de réinitialisation appropriés. Ce type de polyvalence a rendu ces dekatrons utiles pour la division numérique dans les premières calculatrices.
Les dekatrons sont disponibles en différentes tailles physiques, allant de plus petit qu'un tube à vide miniature à 7 broches à aussi grand qu'un tube à base octale. Alors que la plupart des dekatrons sont des compteurs décimaux, des modèles ont également été conçus pour compter en base 5 et en base 12 pour des applications spécifiques.
Le dekatron est devenu obsolète lorsque les compteurs à transistors sont devenus fiables et abordables. Aujourd'hui, les dekatrons sont utilisés par les amateurs d'électronique dans de simples "spinners" qui fonctionnent sur la fréquence du secteur (50 Hz ou 60 Hz) ou comme indicateur numérique pour les horloges maison.

## Galerie

Un dekatron en fonctionnement.
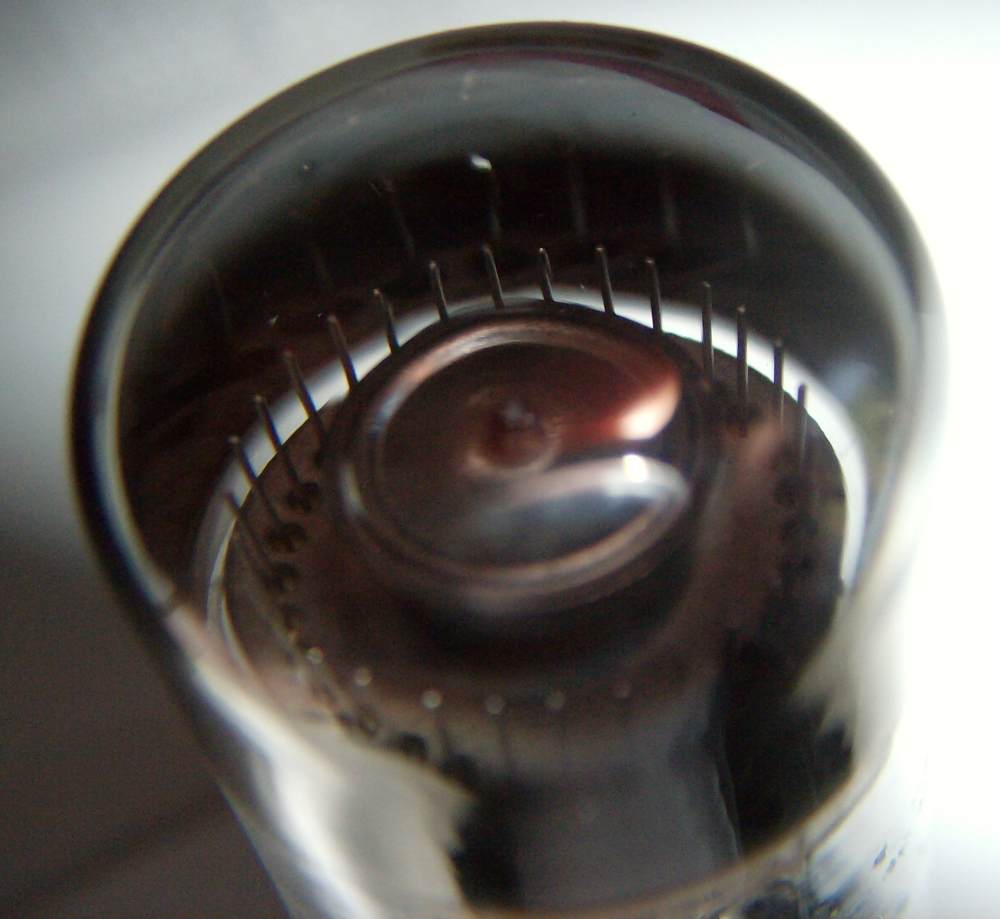
Détail de la partie supérieure d'un dekatron : un disque d'anode centrale entouré de 30 broches de cathode internes.
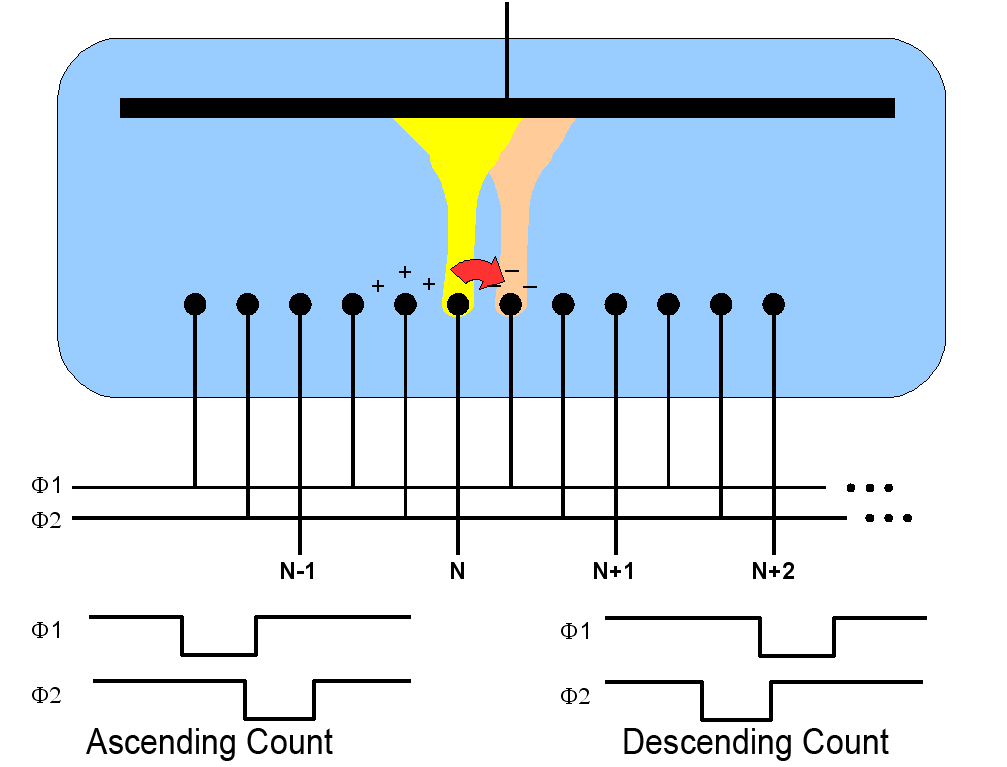
L'envoi d'impulsions séquencées pour guider les électrodes déterminera la direction du mouvement.